# 日奉部
日奉部（ひまつりべ）とは、古代日本の職業部の1つで、日祀部とも表記する。

## 概要
『日本書紀』巻二十に、私部と同時に設置されたとあり、太陽崇拝の行事に関係のある宗教的な品部と推定されているが、その性格・機能については諸説ある。伊勢斎宮にあてた名代的な部とも言われている。宮廷の太陽神祭祀に奉仕する大日奉舎人・日奉舎人の資養のために置かれたと推定され、それらは神祇官の前身をなす令制以前の官司の下に置かれたものと思われる。中央に伴造の氏として日奉連・地方では国造級の豪族日奉部直が統括を行っており、下総国海上郡の国造家には他田日奉部直という氏も存在した。
上田正昭は日奉部を以下のようにまとめている。
- 日祀（奉）部の分布は、京師周辺を除いては辺境の地帯に偏在している
- 他田の宮号を冠するものがあるが、敏達天皇紀六年の条にみえる日祀部の設置は事実を伝えたものと考えられる
- 日祀部は宗教的性格を帯びた部であって、太陽信仰との関係が深く、日祀部の設定地に象徴される国土の隅々までも天皇の奉ずる太陽神の神威の下に臣服せしめるという、呪術的効果を期待されたものであるらしい
- 祭祀担当官司の整備の下に、あらたに独立の財源＝品部を設置することが必要となり、中央では中臣の下に日奉造・日奉舎人造らがあって、地方の日祀部からは、ヒノマツリに関する費用の貢納や日奉舎人の上番ないしその資養がおこなわれた

日奉の内容は伊勢神宮における日折神事（ひのみのしんじ）から推定されるように、稲をはじめとする農作に適した順調な天候を太陽神に祈願するものだったと推定されている。天照大神が太陽神とされるところからも、古代王権と太陽信仰は密接な関係にあり、宮廷祭祀機構の形成の過程として注目されている。
日奉部は中央の大和国・山城国のほか、越前国・飛騨国・筑後国・豊前国・肥後国・武蔵国・上総国・下総国・土佐国などの諸国に分布しており、東北・関東・四国・九州といった辺境に分布している。